# Вилья-Краусе
Вилья-Краусе (исп. Villa Krause) — город на западе Аргентины в департаменте Росон провинции Сан-Хуан, регион Нуэво-Куйо. Город расположен в долине Тулум, к западу от реки Сан-Хуан, на высоте 650 м над уровнем моря. Согласно переписи 2015 года его население составляет 17 047 человек.
Вилья-Краусе имеет современный вид, как и все города Сан-Хуана: широкие улицы, хорошо выложенные и вымощенные, широкие тротуары с мозаикой, с пышной растительностью и зданиями современной архитектуры.
К главным улицам относится проспект Доминго Фаустино Сармьенто, широко известный как «Бульвар Сармьенто», где сосредоточена большая часть коммерческой деятельности; здесь расположены провинциальные и национальные банки, крупные торговые центры, магазины, книжные магазины и т.д. Еще одна важная улица — Авенида Эспанья, где коммерческая деятельность не очень активна, но там находится почта и приходская церковь. Кроме того, на Мендоса-авеню есть бульвар, где расположено казино Rawson.

## История
Основателем считается инженер Доминго Краусе, крестник губернатора провинции Сан-Хуан Доминго Фаустино Сармьенто, который приобрел на аукционе ферму площадью 175 га, которую он назвал «Буэн Ретиро», расположенную на территории, принадлежавшей в то время департаменту Посито. 
Имея ферму и решив поселиться в провинции Сан-Хуан, он начал свой проект по созданию там поселения. Земли предназначались для выпаса скота, но у них было преимущество: через них проходила Национальная трасса № 40, одна из первых подъездных дорог к городу Сан-Хуан с юга. Только в 1919 году провинциальный закон официально утвердил создание города Вилья-Аугусто-Краузе.
Городской центр был спланирован в шахматном порядке, с площадью в центре и земельным участком для строительства школы, здания муниципалитета, отделения полиции, церкви и почты. Кварталы были разделены на участки. Прирост населения был медленным, а наибольший приток жителей пришелся на окружающие районы.
Город Аугусто-Краусе был основан как административный центр департамента Росон 15 ноября 1983 года. Чаще город называют Вилья-Краусе.

## Землетрясения
Землетрясения в регионе Нуэво-Куйо случаются нередко, толчки от средних до сильных наблюдаются каждые 20 лет в различных районах.
Хотя геологическая активность в регионе происходила с доисторических времен, землетрясение 20 марта 1861 года стало важной вехой в истории аргентинских сейсмических событий, поскольку оно было самым сильным из зарегистрированных и задокументированных в стране. После землетрясения в Сан-Хуане 1944 года 15 января 1944 года (78 лет) правительство Сан-Хуана осознало огромную сейсмическую силу региона. 23 ноября 1977 года в регионе произошло ещё одно крупное землетрясение, имелись жертвы, зданиям был нанесён значительный материальный ущерб. В городе в 70 км от эпицентра имелись трещины шириной до 1 м и глубиной более 2 м, наблюдалось большое количество песка.

## Транспорт
Городской общественный транспорт города представлен автобусными линиями, связывающими город с другими районами департамента Росон.

## Спорт
Команда Унион Вилья Краусе, основанная в 1964 году, представляет город в одном из низших дивизионов страны по футболу.

## Галерея

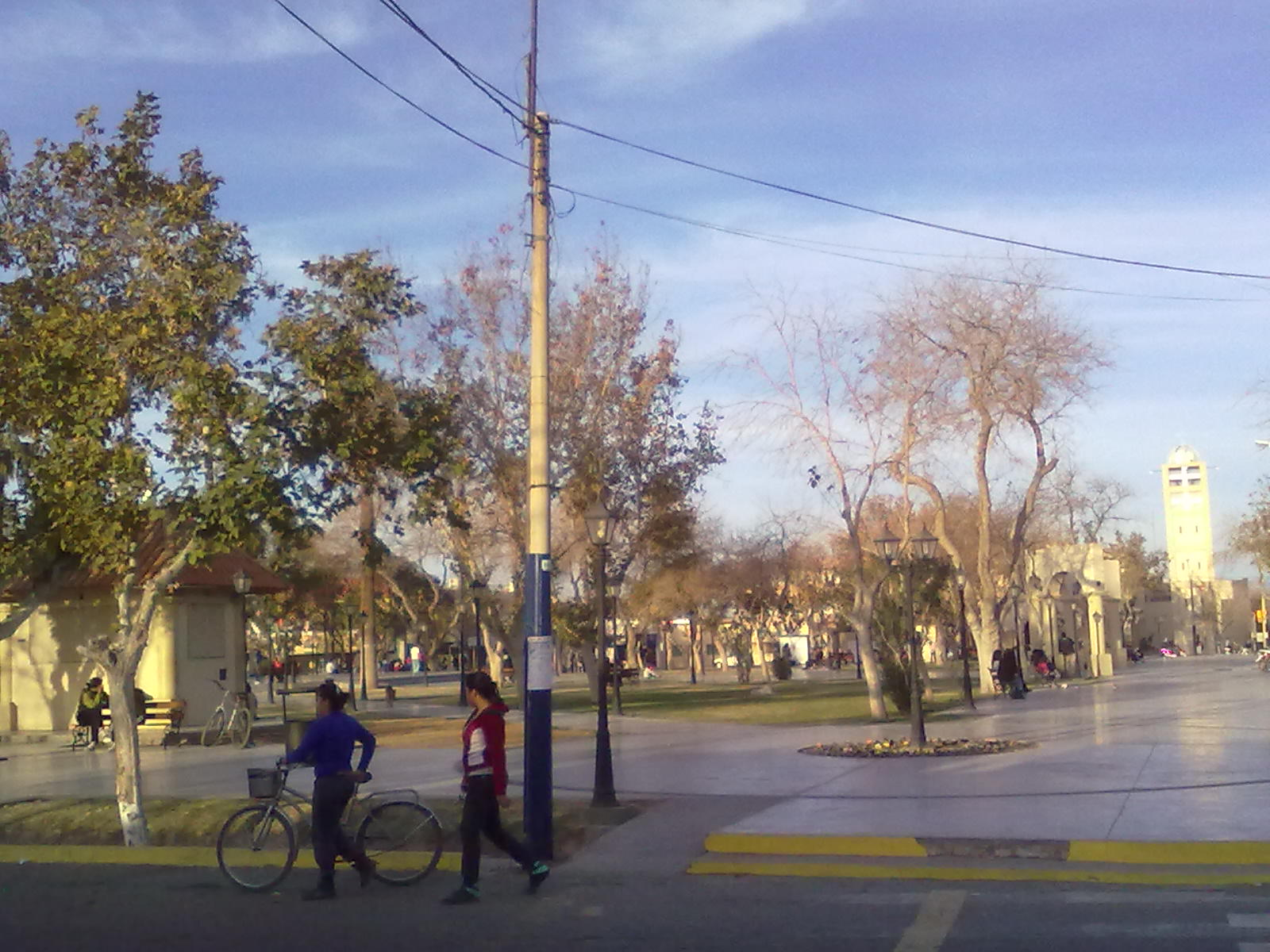
Главная площадь с видом на главную улицу
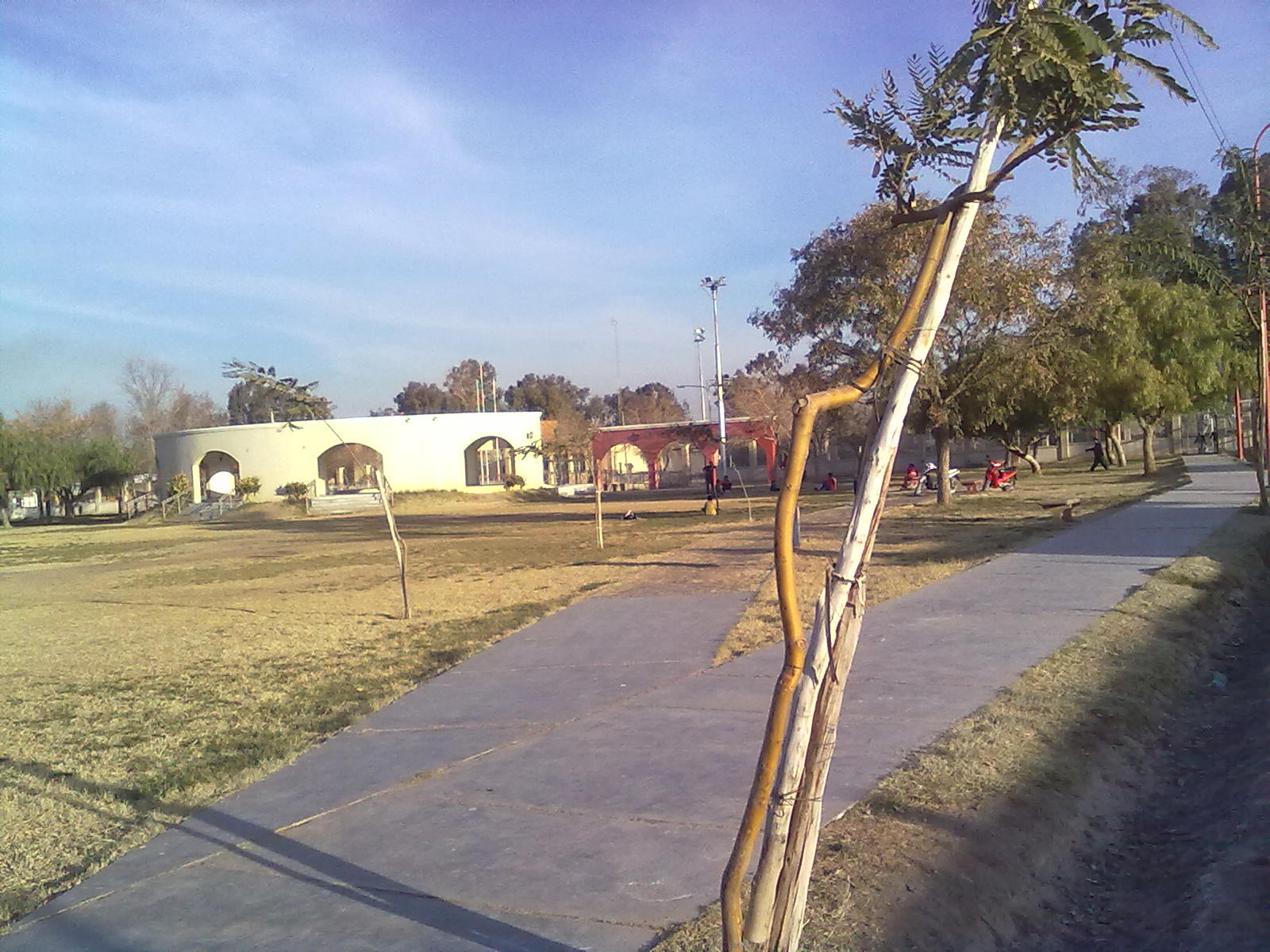
Парк Лемос
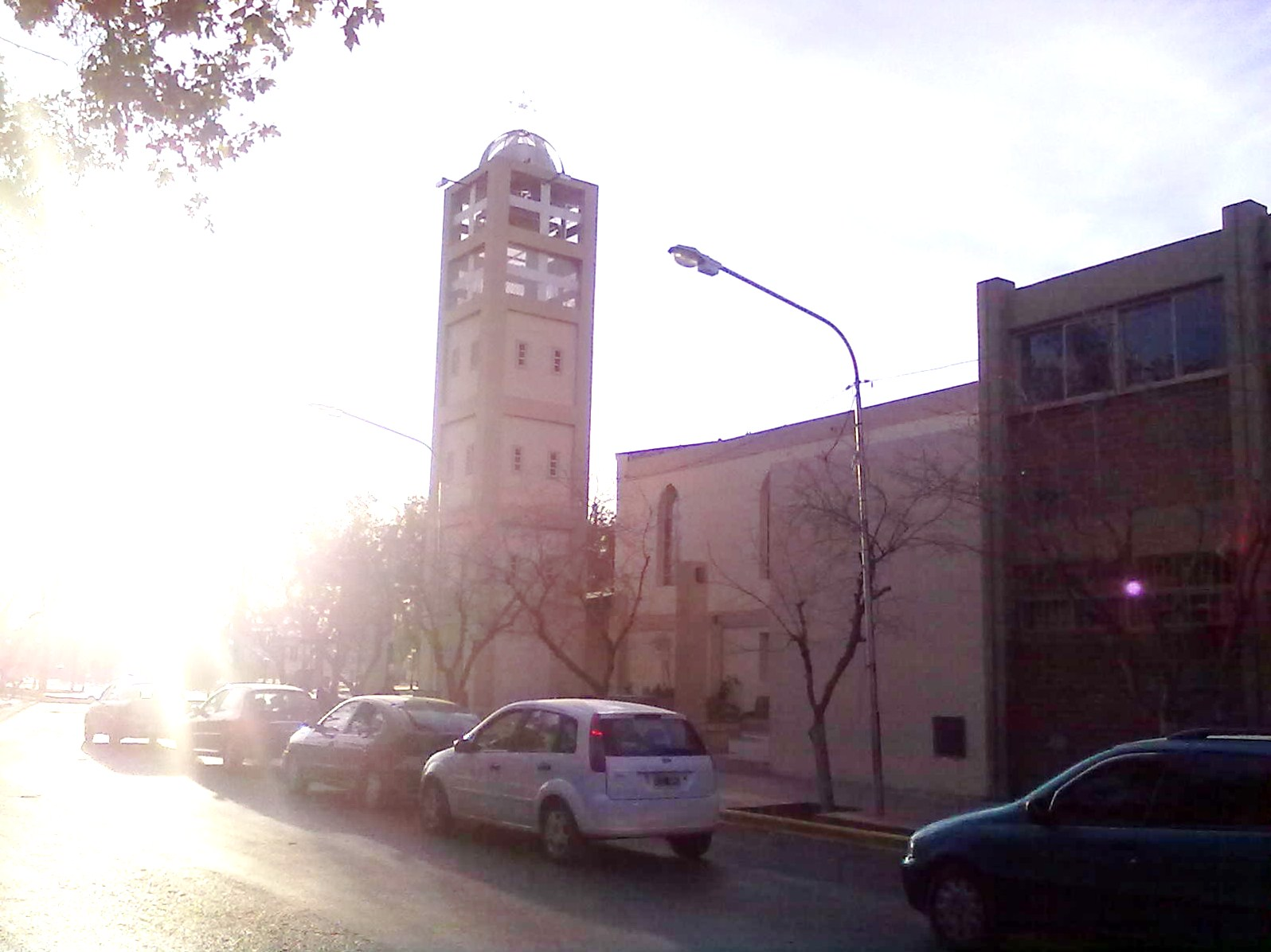
Местная церковь
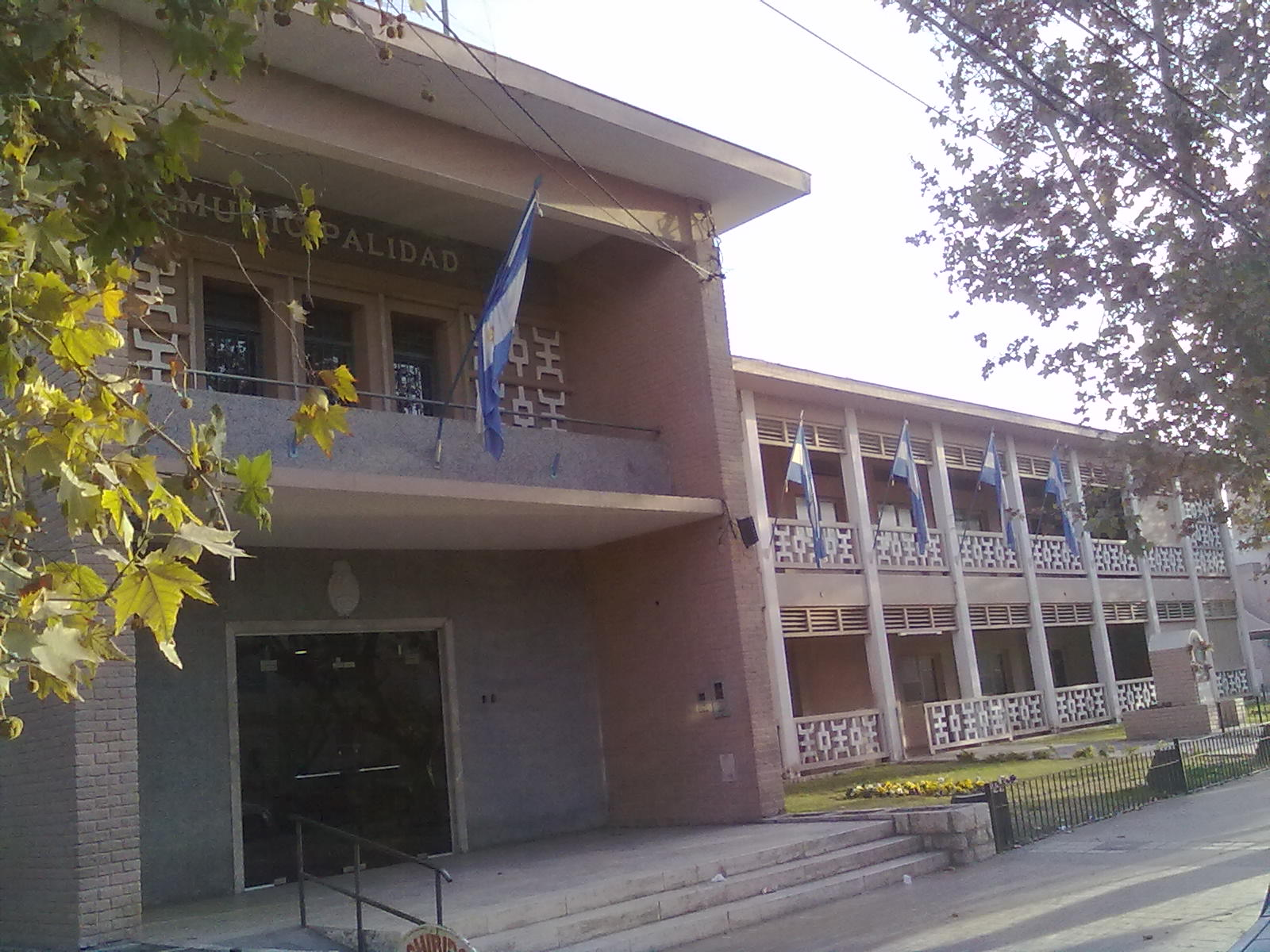
Здание муниципалитета